# Evezés az 1972. évi nyári olimpiai játékokon
Az 1972. évi nyári olimpiai játékokon az evezésben hét versenyszámban osztottak érmeket.

## Éremtáblázat
(A rendező ország csapata eltérő háttérszínnel, az egyes számoszlopok legmagasabb értéke, vagy értékei vastagítással kiemelve.)
| Az 1972. évi nyári olimpiai játékok éremtáblázata evezésben | Az 1972. évi nyári olimpiai játékok éremtáblázata evezésben | Az 1972. évi nyári olimpiai játékok éremtáblázata evezésben | Az 1972. évi nyári olimpiai játékok éremtáblázata evezésben | Az 1972. évi nyári olimpiai játékok éremtáblázata evezésben | Olimpia  |
| ----------------------------------------------------------- | ----------------------------------------------------------- | ----------------------------------------------------------- | ----------------------------------------------------------- | ----------------------------------------------------------- | -------- |
|                                                             | Ország                                                      | Arany                                                       | Ezüst                                                       | Bronz                                                       | Összesen |
| 1.                                                          | NDK (GDR)                                                   | 3                                                           | 1                                                           | 3                                                           | 7        |
| 2.                                                          | Szovjetunió (URS)                                           | 2                                                           | 0                                                           | 0                                                           | 2        |
| 3.                                                          | Új-Zéland (NZL)                                             | 1                                                           | 1                                                           | 0                                                           | 2        |
| 4.                                                          | NSZK (FRG)                                                  | 1                                                           | 0                                                           | 1                                                           | 2        |
|                                                             |                                                             |                                                             |                                                             |                                                             |          |
| 5.                                                          | Csehszlovákia (TCH)                                         | 0                                                           | 1                                                           | 1                                                           | 2        |
| 6.                                                          | Argentína (ARG)                                             | 0                                                           | 1                                                           | 0                                                           | 1        |
| 6.                                                          | Egyesült Államok (USA)                                      | 0                                                           | 1                                                           | 0                                                           | 1        |
| 6.                                                          | Norvégia (NOR)                                              | 0                                                           | 1                                                           | 0                                                           | 1        |
| 6.                                                          | Svájc (SUI)                                                 | 0                                                           | 1                                                           | 0                                                           | 1        |
|                                                             |                                                             |                                                             |                                                             |                                                             |          |
| 10.                                                         | Hollandia (NED)                                             | 0                                                           | 0                                                           | 1                                                           | 1        |
| 10.                                                         | Románia (ROU)                                               | 0                                                           | 0                                                           | 1                                                           | 1        |
|                                                             |                                                             |                                                             |                                                             |                                                             |          |
| Összesen                                                    | Összesen                                                    | 7                                                           | 7                                                           | 7                                                           | 21       |

## Érmesek
| Az 1972. évi nyári olimpiai játékok érmesei evezésben | | | |
| Versenyszám                                           | Arany | Ezüst | Bronz |
| Egypárevezős                                          | Jurij Malisev · Szovjetunió (URS) | Alberto Demiddi · Argentína (ARG) | Wolfgang Güldenpfennig · NDK (GDR) |
| Kétpárevezős                                          | Szovjetunió (URS) · Alekszandr Tyimosinyin · Gennagyij Korsikov                                                                                    | Norvégia (NOR) · Frank Hansen · Svein Thøgersen | NDK (GDR) · Joachim Böhmer · Hans-Ulrich Schmeid |
| Kormányos nélküli kettes                              | NDK (GDR) · Siegfried Brietzke · Wolfgang Mager | Svájc (SUI) · Heinrich Fischer · Alfred Bachmann | Hollandia (NED) · Roel Luynenburg · Ruud Stokvis |
| Kormányos kettes                                      | NDK (GDR) · Wolfgang Gunkel · Jörg Lucke · Klaus-Dieter Neubert                                                                                    | Csehszlovákia (TCH) · Oldřich Svojanovský · Pavel Svojanovský · Vladimír Petříček                                                                                              | Románia (ROU) · Ştefan Tudor · Petre Ceapura · Lavrenszki László |
| Kormányos nélküli négyes                              | NDK (GDR) · Frank Forberger · Frank Rühle · Dieter Grahn · Dieter Schubert                                                                         | Új-Zéland (NZL) · Dick Tonks · Dudley Storey · Ross Collinge · Noel Mills | NSZK (FRG) · Joachim Ehrig · Peter Funnekötter · Franz Held · Wolfgang Plottke |
| Kormányos négyes                                      | NSZK (FRG) · Peter Berger · Hans-Johann Färber · Gerhard Auer · Alois Bierl · Uwe Benter                                                           | NDK (GDR) · Dietrich Zander · Reinhard Gust · Eckhard Martens · Rolf Jobst · Klaus-Dieter Ludwig                                                                               | Csehszlovákia (TCH) · Otakar Mareček · Karel Neffe · Vladimír Jánoš · František Provazník · Vladimír Petříček                                                                     |
| Nyolcas                                               | Új-Zéland (NZL) · Tony Hurt · Wybo Veldman · Dick Joyce · John Hunter · Lindsay Wilson · Athol Earl · Trevor Coker · Gary Robertson · Simon Dickie | Egyesült Államok (USA) · Lawrence Terry · Franklin Hobbs · Peter Raymond · Tim Mickelson · Eugene Clapp · William Hobbs · Cleve Livingston · Michael Livingston · Paul Hoffman | NDK (GDR) · Hans-Joachim Borzym · Jörg Landvoigt · Harold Dimke · Manfred Schneider · Hartmut Schreiber · Manfred Schmorde · Bernd Landvoigt · Heinrich Mederow · Dietmar Schwarz |